# نهر تشو
نهر تشو (بالإنجليزية: Chu River)‏ هو أحد أنهار جمهورية كازاخستان. ينبع من التقاء أنهار كوتشكار وجوون أرايك ويصب في بحيرات أكجايكن. يبلغ طوله 1069 كلم وتبلغ مساحة مسطحه المائي 67500 كلم مربع أما نسبة التدفق فتبلغ 130 متر بالثانية.

## معرض صور

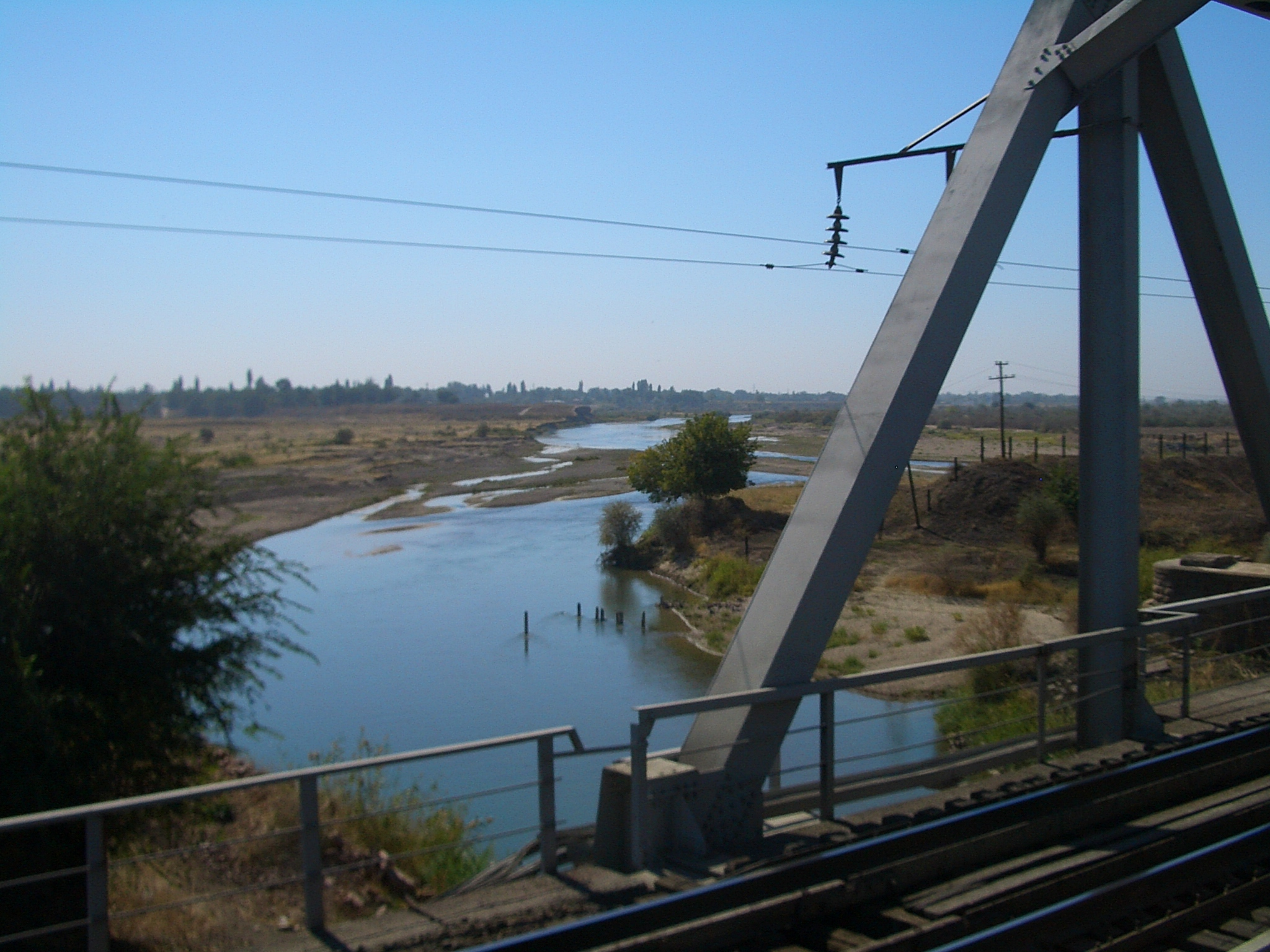
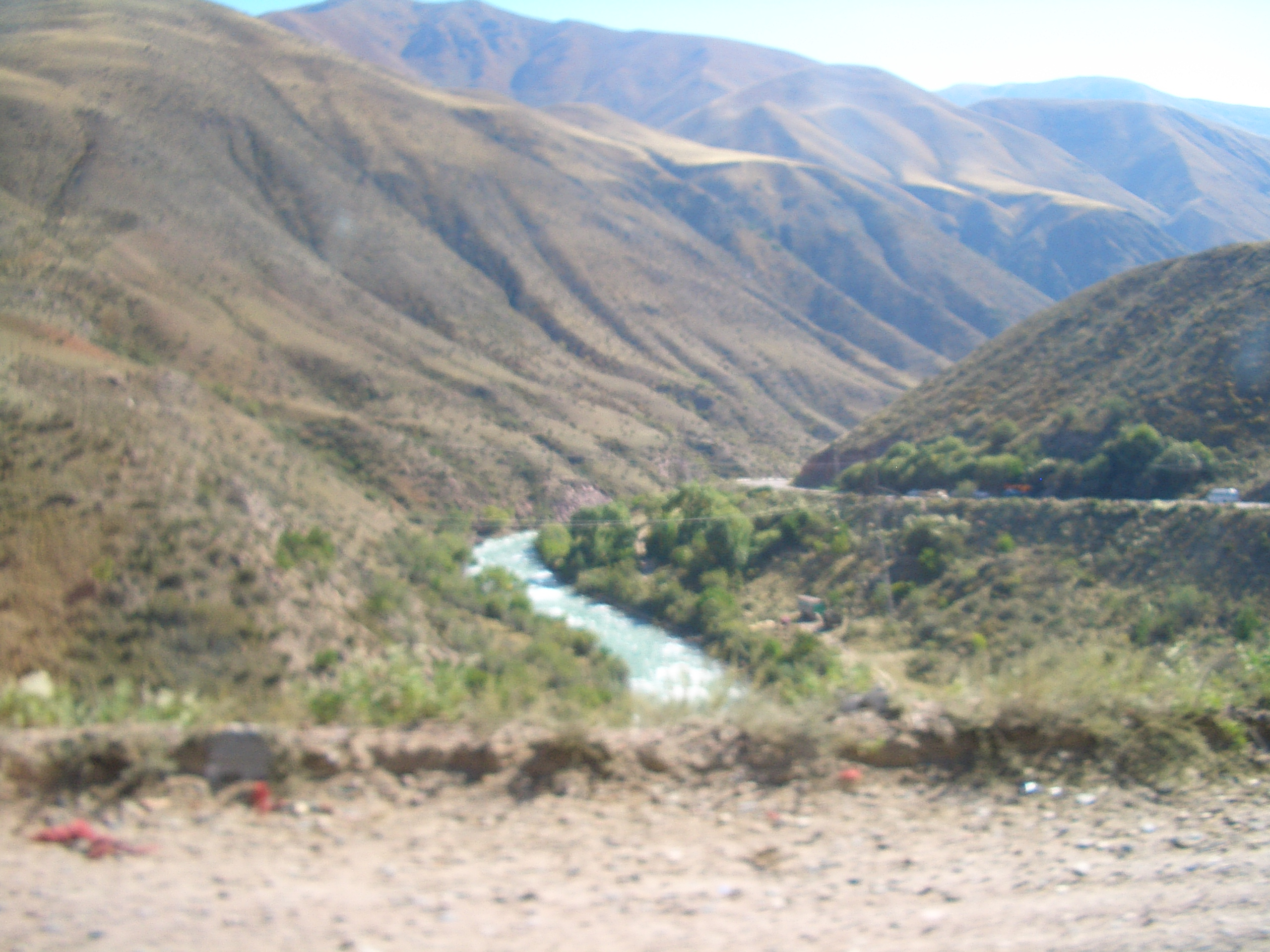
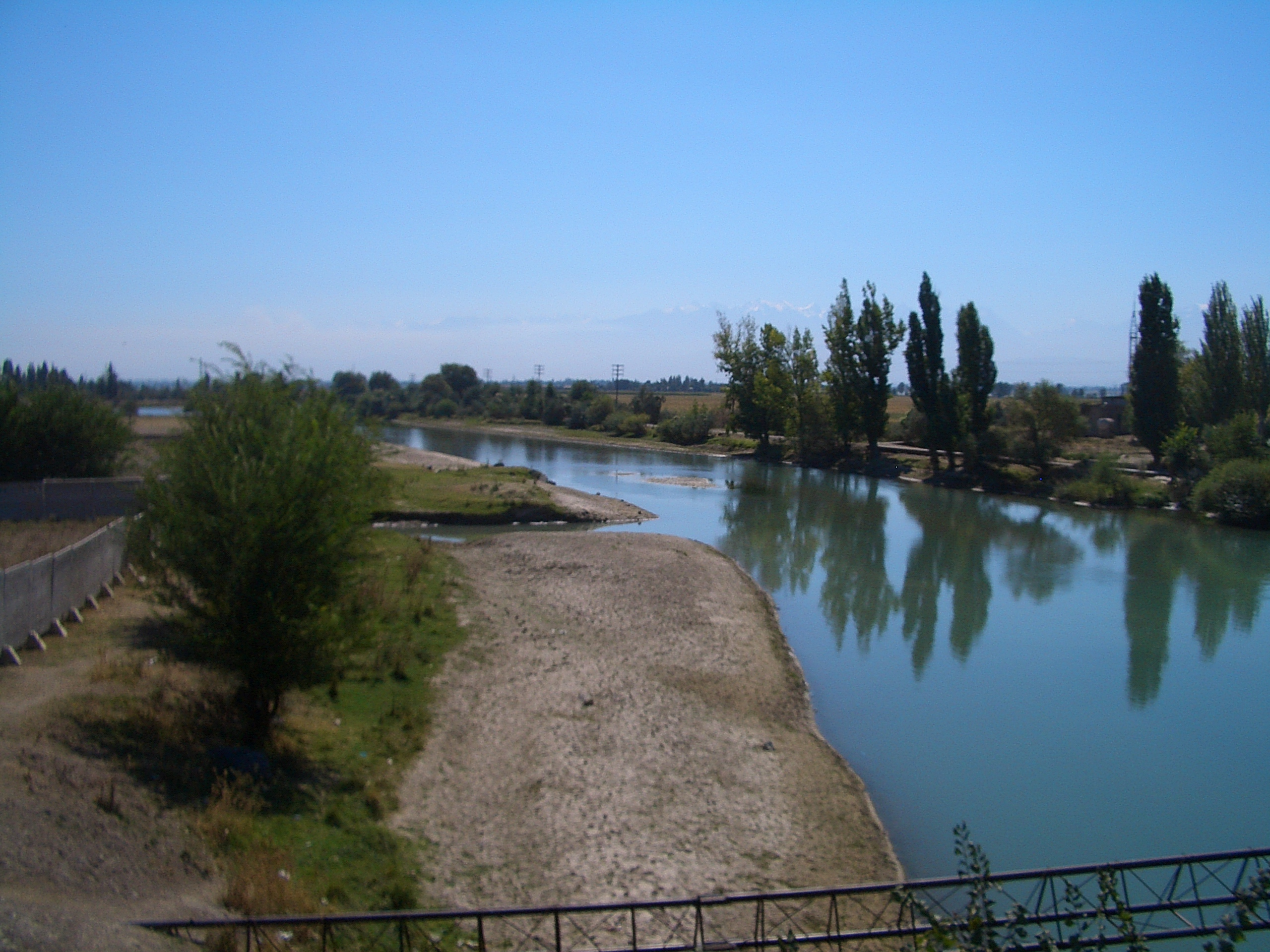
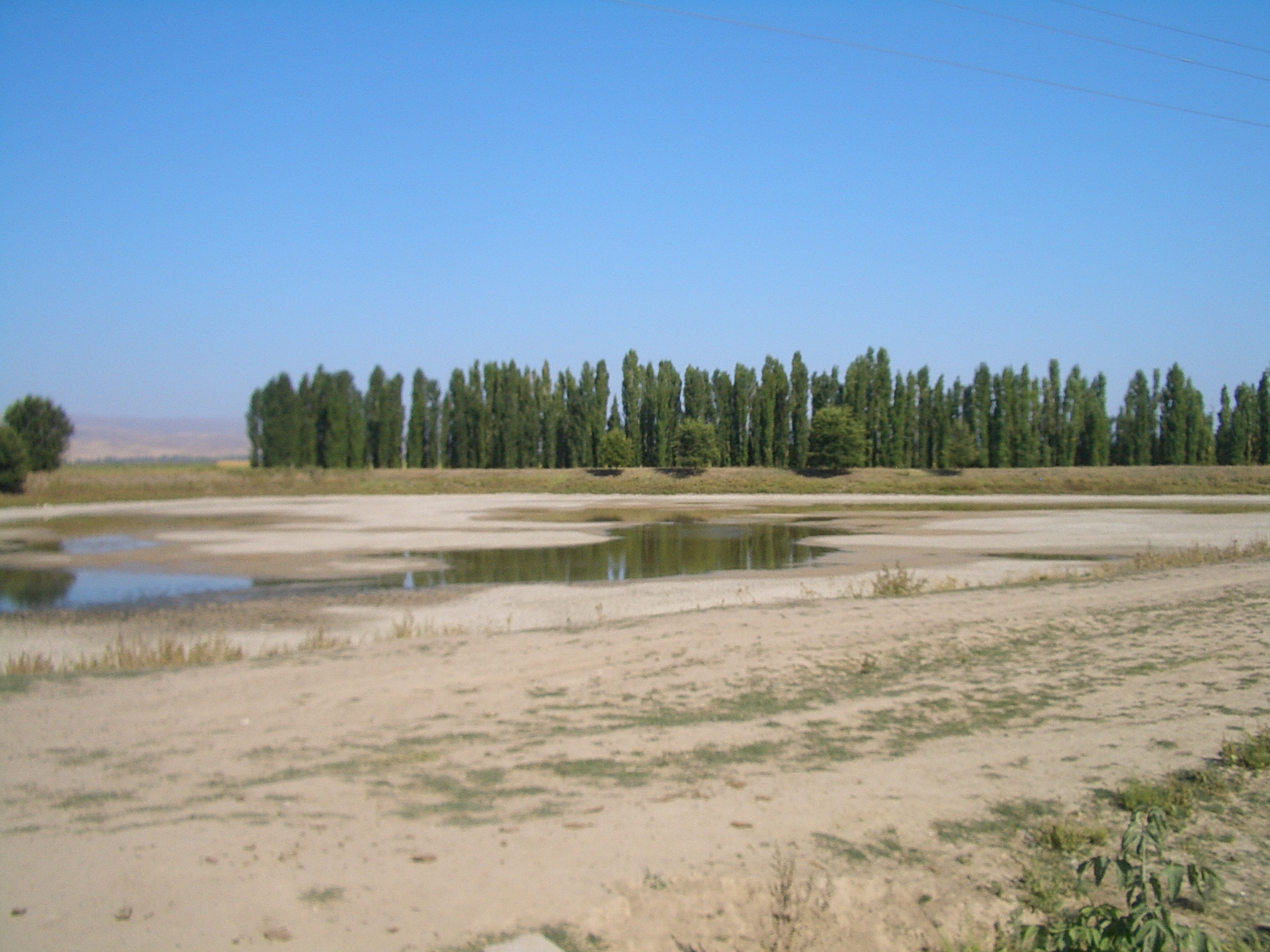